# 게이큐 오쓰역
게이큐 오쓰역(일본어: 京急大津駅、けいきゅうおおつえき)(영어: Keikyū Ōtsu Station)은 가나가와현 요코스카시 오쓰초 1초메 30번에 있는 게이힌 급행 전철 본선의 역이다. 역번호는 KK62.

## 역 구조
상대식 승강장 2면 2선을 가지는 지상역. 북쪽의 1번 선이 우라가 방면, 남쪽의 2번 선에 시나가와 방면의 열차가 오고 간다. 역사와 개찰구는 1 번선에 놓여 양 승강장은 철로 위를 건너가는 육교가 이어주고 있다. 마보리 해안역 쪽에는 게이큐 오쓰 제 1 건널목이 있다.
역사는 낡은 목조건물로, 안에는 자동 매표기와 자동 개찰이 설치되어 있는 것 말고도 창구와 매점, 호리노우치 방면에 화장실이 설치되어 있고, 역 안에는 가나자와 문고 보선구(保線區) 오쓰 보선반도 있다.

## 역 주변
주변은 주택가다. 매립되고 있지만 해안가도 가까워, 북쪽으로 500m 정도 가면 어선이 정박하는 오쓰 어항(漁港)이 있다.
역의 옆에는 1713년 창건된 신사가 자리잡고 있다. 게이큐 건설이나 게이힌 급행전철이 봉납한 신사 앞 기둥문이 있는 것 말고도 매년 2월의 첫 말날(午日)에 거행하는 제례에는 오쓰 역의 직원도 참가한다. 또, 역 남쪽에는 시가라키 사가 있다.
- 요코스카 오쓰 우체국
- 요코스카 시 관공서 오쓰 행정 센터
- 요코스카 시립 오쓰 소학교
- 요코스카 시립 오쓰 중학교
- 가나가와 현립 요코스카 오쓰 고등학교

## 역사
- 1930년 4월 1일 - 쇼난 오쓰 역으로 개업.
- 1941년 11월 1일 - 쇼난 전기 철도와 게이힌 전기 철도가 합병, 게이힌 전기 철도의 역이 된다.
- 1942년 5월 1일 - 게이힌 전기 철도가 도쿄 요코하마 전철에 합병. 도쿄 급행 전철(다이토큐)의 역이 된다.
- 1948년 6월 1일 - 게이힌 급행 전철이 발족, 게이힌 급행 전철의 역이 된다.
- 1963년 11월 1일 - 게이힌 오쓰 역으로 개칭.
- 1987년 6월 1일 - 게이큐 오쓰 역으로 개칭.

## 인접역
| 게이힌 급행 전철 ■ 구리하마 선 | 게이힌 급행 전철 ■ 구리하마 선 | 게이힌 급행 전철 ■ 구리하마 선 |
| ------------------------------ | ------------------------------ | ------------------------------ |
| KK61 호리노우치 시나가와 방면  | 특급                           | KK63 마보리카이간 우라가 방면  |
| KK61 호리노우치 시나가와 방면  | 보통                           | KK63 마보리카이간 우라가 방면  |